# きんこ
きんこ（キンコ）は、ナマコの一種。別名フジコ。
食用で、干しナマコのように加工した乾物は光参（）と称する。

## 概要
棘皮動物のナマコの一種で、ナマコ綱樹手目キンコ科キンコ属オレンジフッテドシーキューカンバー種の亜種 Cucumaria frondosa japonicaを指すとされる。
種の特定については、Cucumaria japonica とするものもあるが、WoRMS上は非採用な種名であって、シノニムとしての Cucumaria frondosa の亜種 japonica が採用。
千島・サハリン、北海道および東北地方など茨城県以北の沿岸の浅瀬に分布する。

## 特徴

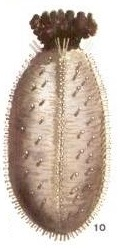
キンコ（旧・Cucumaria japonica ）―Harry Baerg （画）、大日本水産会資料の図を基に作成

長楕円形をしており、全長 10–20cm（カナダ太平洋沿岸では、30cm以上の個体もみつかる）で、幅・高さはその半分程度、ずんぐりと太い。体色はさまざまで、灰褐色のものが多いが、暗褐色、濃紫色、黄白色のものは肥厚して滑らかな触感である。
細かい枝に分岐した触手を10本持っており、長さは均等である（腹側の2本も他の8本と同大）。口周りや、すぼめた触角は白や赤交じりでかなり色彩豊かであるが、叢状に広げられた触角は黒色である。
背腹の区別がつきにくいが、腹側は湾曲し、背側は扁平ぎみである。
管足は5条の歩帯に2列ずつ並んでいるが、歩帯間にも管足は散在的に生じる。
骨片は、縁が鋸歯状（あるいは小波状）の穿孔板で、イボ状の突起を持つが、かたちは多様で、大型個体にはみつからない。石灰環は、石灰化不完全で結合組織に埋没する。ポーリ嚢は単一だが、体長にせまる長さに達する。黄色い生殖腺は背側の体内の隔膜の両側にびっしりと張りついている（枝分かれはしない）。キュビエ器官はもたない。

## 食用・乾物
煮て乾燥した加工食品を光参（）と称する。
分布する南限に近い宮城県金華山が名産地。また、生殖巣が黄金色なことから、砂金を食べるだとか、金の精が化した海鼠だとの言い伝えがおこり、「キンコ」の命名につながったとされる。中国料理の材料にもなり、日本でも地方によっては酢の物などとして食す。干し海鼠のような加工に成功したため、かつては中華料理などの高価な食材として上海に輸出されていた時期があった。